# 2014년 8월 죽음
다음은 2014년 8월에 사망한 저명한 인물 목록이다.
- 8월 1일 - 벨라루스의 축구인 발랸친 뱔케비치
- 8월 7일 - 대한민국의 정치인 김문석
- 8월 8일 - 대한민국의 가수 박성신
- 8월 10일 - 대한민국의 가수 정애리
- 8월 11일 - 미국의 영화배우 로빈 윌리엄스
- 8월 12일 - 미국의 영화배우 로런 버콜
- 8월 19일 - 미국의 기자 제임스 폴리
- 8월 20일 - 미국의 영화배우 김진아
- 8월 23일 - 카베룬의 축구인 알베르 에보세 보종고
- 8월 24일 - 영국의 영화배우 리처드 애튼버러
- 8월 25일 - 우크라이나의 수의사 레오니드 스타드니크